# Rasura (radar)

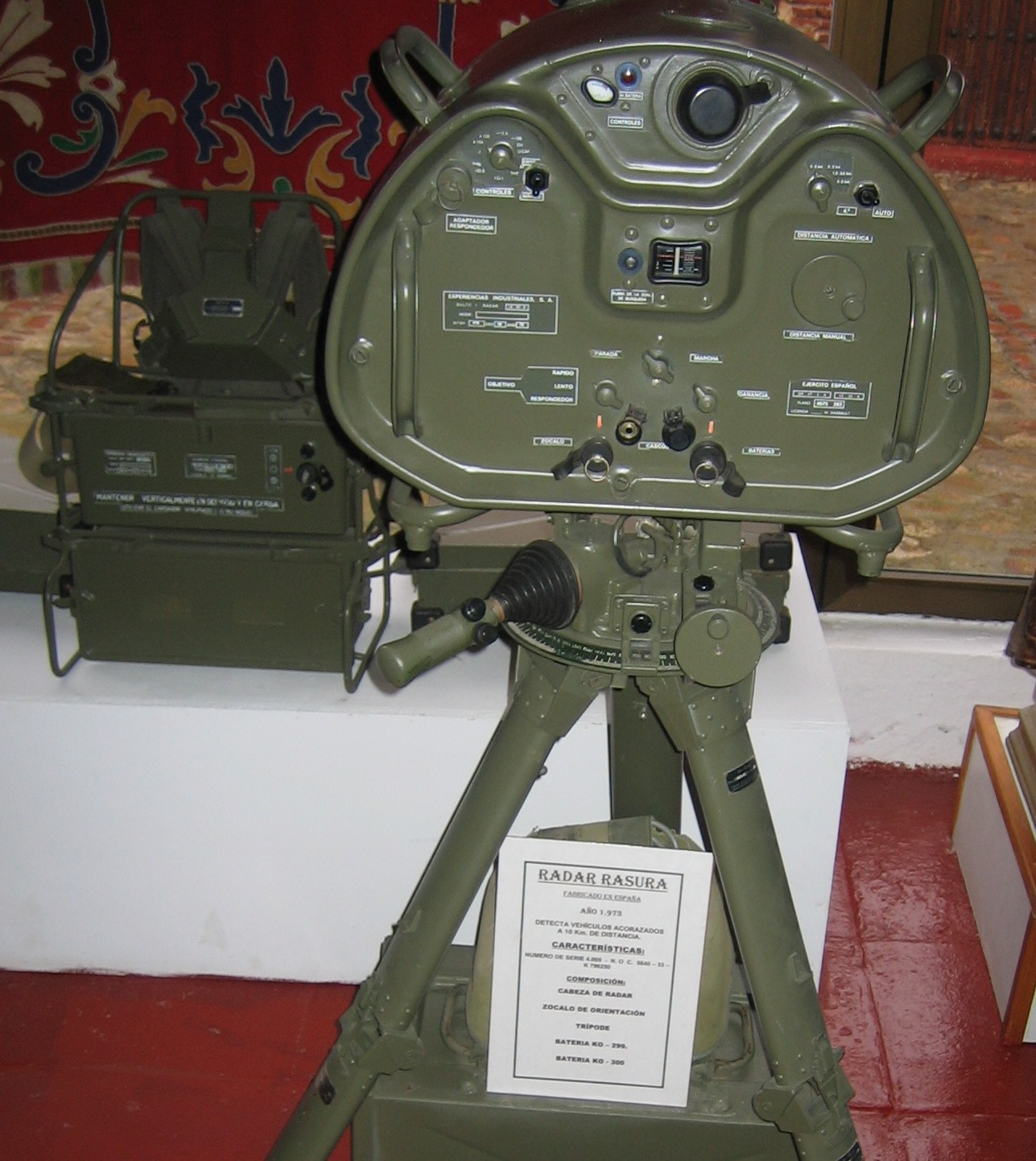
Appareil radar Rasura espagnol

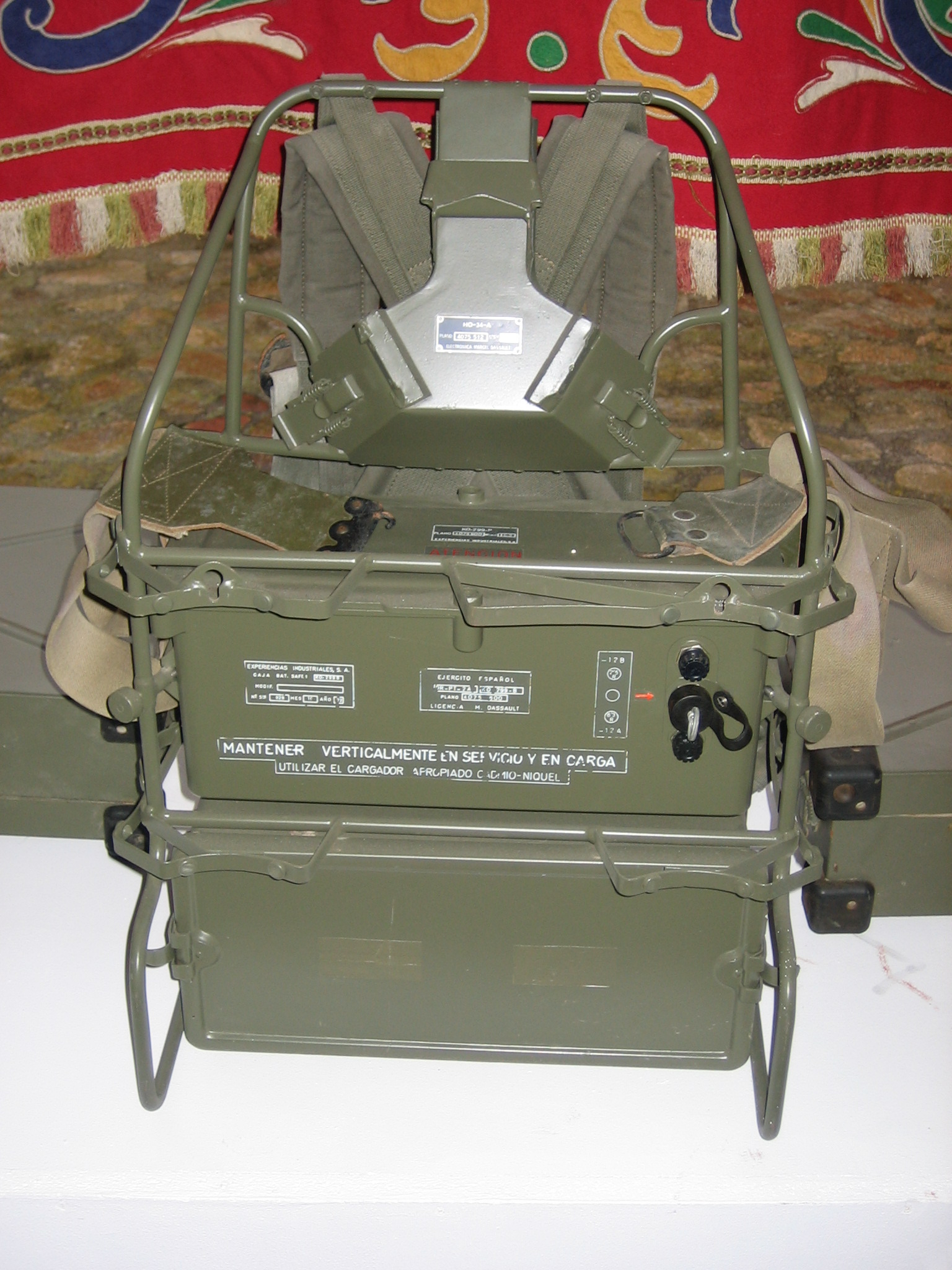
Support pour batteries et accessoires pour le radar Rasura

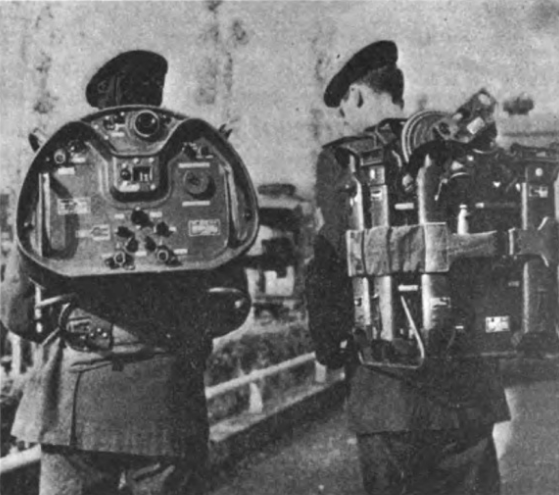
RASURA français

Pour la commune italienne, voir Rasura.
 (novembre 2023).
Si vous disposez d'ouvrages ou d'articles de référence ou si vous connaissez des sites web de qualité traitant du thème abordé ici, merci de compléter l'article en donnant les références utiles à sa vérifiabilité et en les liant à la section « Notes et références ».
 (novembre 2023).
La mise en forme du texte ne suit pas les recommandations de Wikipédia : il faut le « wikifier ».
Les points d'amélioration suivants sont les cas les plus fréquents. Le détail des points à revoir est peut-être précisé sur la page de discussion.
- Les titres sont pré-formatés par le logiciel. Ils ne sont ni en capitales, ni en gras.
- Le texte ne doit pas être écrit en capitales (les noms de famille non plus), ni en gras, ni en italique, ni en « petit »…
- Le gras n'est utilisé que pour surligner le titre de l'article dans l'introduction, une seule fois.
- L'italique est rarement utilisé : mots en langue étrangère, titres d'œuvres, noms de bateaux, etc.
- Les citations ne sont pas en italique mais en corps de texte normal. Elles sont entourées par des guillemets français : « et ».
- Les listes à puces sont à éviter, des paragraphes rédigés étant largement préférés. Les tableaux sont à réserver à la présentation de données structurées (résultats, etc.).
- Les appels de note de bas de page (petits chiffres en exposant, introduits par l'outil «  Source ») sont à placer entre la fin de phrase et le point final[comme ça].
- Les liens internes (vers d'autres articles de Wikipédia) sont à choisir avec parcimonie. Créez des liens vers des articles approfondissant le sujet. Les termes génériques sans rapport avec le sujet sont à éviter, ainsi que les répétitions de liens vers un même terme.
- Les liens externes sont à placer uniquement dans une section « Liens externes », à la fin de l'article. Ces liens sont à choisir avec parcimonie suivant les règles définies. Si un lien sert de source à l'article, son insertion dans le texte est à faire par les notes de bas de page.
- La présentation des références doit suivre les conventions bibliographiques. Il est recommandé d'utiliser les modèles {{Ouvrage}}, {{Chapitre}}, {{Article}}, {{Lien web}} et/ou {{Bibliographie}}. Le mode d'édition visuel peut mettre en forme automatiquement les références.
- Insérer une infobox (cadre d'informations à droite) n'est pas obligatoire pour parachever la mise en page.

Pour une aide détaillée, merci de consulter Aide:Wikification.
Si vous pensez que ces points ont été résolus, vous pouvez retirer ce bandeau et améliorer la mise en forme d'un autre article.
Le radar Rasura (Modèle:FrS) est un radar de surveillance tactique du champ de bataille à courte portée (radar d'acquisition et de surveillance terrestre). Le fabricant était l'ancienne société Électronique Marcel Dassault, aujourd'hui intégrée au Groupe Thales.

## Descriptif
Le Rasura est un système radar Doppler avec affichage acoustique. L'opérateur devait évaluer l'image radar en fonction de l'évolution des bruits dans les écouteurs (par exemple sifflements et cliquetis).
Le système est portable, a une masse de 60 kg et peut être transporté par trois personnes réparties en trois colis de 20 kg chacun. Pendant le fonctionnement, l'antenne était montée sur un trépied. Le système peut également être construit sur un véhicule.
Avec le Rasura, des véhicules jusqu'à 5 km, des groupes de personnes jusqu'à 2 km et des individus jusqu'à 1,2 km ont pu être détectés. La précision à 5 km était d'environ 25 m (distance). Des cibles dont la vitesse était comprise entre 3,5 km/h et 60 km/h ont pu être détectées. Le Rasura (modèle 2A) pouvait fonctionner pendant huit heures grâce à une batterie rechargeable au nickel-cadmium. Le modèle 3A était équipé d'un onduleur pour une utilisation sur les véhicules alimentés en 24 V.

## Déploiement
Dans la Bundeswehr, le système a été utilisé à partir de 1969 dans les pelotons radar des bataillons de reconnaissance de chars. Initialement, il était monté sur la DKW Munga et à partir de 1979 sur la VW Iltis. Avec l'introduction du système Rasit sur le Fuchs transport tank vers 1986, le système Rasura a été progressivement abandonné. L'armée française a utilisé Rasura, entre autres, sur la Hotchkiss M201 Jeep et sur des camions légers tels que le Renault R2087 4x4 de 1 tonne et le Simca Marmon MH600BS. Les Pays-Bas ont utilisé Rasura dans les bataillons de reconnaissance jusqu'en 1981. L'Espagne a produit le système sous licence de la société espagnole EISA (Experiencias Industriales, SA, l'un des prédécesseurs de Indra Sistemas, SA). En Espagne, le rasura a été remplacé par l'Indra Arine,,,,.

## Utilisateurs militaires
- Allemagne, aux Panzeraufklärungsbataillonen (Bataillons de reconnaissance) de la Bundeswehr, monté sur DKW Munga[6] et après sur VW Iltis[7]
- France, équipait entre autres les Hotchkiss Jeep[8] et les camions légers tels que le 1 ton Renault R2087 4x4[9] et le 1.5 tonne Simca Marmon MH600BS[10], remplacé par le MURIN (Thales)
- Pays-Bas, avec les bataillons de reconnaissance
- Espagne, construit sous licence par la société espagnole EISA (Experiencias Industriales, S.A., l'un des prédécesseurs d'Indra Sistemas, S.A.). En Espagne, le RASURA a été remplacé par le Rasit puis l'Indra Arine.